# Kanagawa-aftalen
Kanagawa-aftalen (japansk: 神奈川条約, Kanagawa jōyaku) blev undertegnet den 31. marts 1854 mellem USA og Japan som den første aftale mellem de to lande. På den tid var Japan styret af Tokugawa-shogunatet. Aftalen blev undertegnet under trussel om vold, og betød i praksis afslutningen på Japans 220 år gamle selvvalgte isolation. Japan blev tvunget til at åbne havnene Shimoda og Hakodate for amerikanske skibe. Den sikrede, at amerikanske søfolk fik en god behandling, og at USA fik lov til at åbne et konsulat i Japan. Japan undertegnede kort tid efter tilsvarende aftaler med Storbritannien, Rusland og Nederlandene. 

## Sakoku - Japans isolationspolitik
For at beskytte landet mod udenlandsk indflydelse havde Tokugawa-shogunatet bevist gået ind for en isolationspolitik fra begyndelsen af det 17. århundrede. Udenrigshandelen foregik under streng central kontrol og kun på øen Dejima og kun med Nederlandene og Kina. En af grundene til denne isolation var, at shogunatet frygtede, at handel med vestlige lande og udbredelsen af kristendommen i Japan ville føre til en invasion af Japan på samme måde som det var sket i andre asiatiske lande. En anden grund var, at shogunatet var bange for, at udenrigshandelen og den medfølgende rigdom ville føre til, at en eller anden af lensherrerne, de såkaldte daimyoer, ville blive så stærk, at det kunne udfordre Tokugawa-familien.
I begyndelsen af det 19. århundrede blev denne isolationspolitik sat på prøve flere gange. I 1844 sendte kong Vilhelm 2. af Nederlandene et brev til shogunatet, hvori han bad Japan om at åbne landet for udenrigshandel. I 1846 ankom en amerikansk ekspedition ledet af flådeadmiral James Biddle til Japan og bad om, at landet åbnede sine havne for udenrigshandel, men det blev afvist.

## Perry-ekspeditionen
I 1852 sendte USAs præsident Millard Fillmore flådeadmiral Matthew Perry med en krigsskibsflåde til Japan for at få dem til at åbne nogen havne for handel med USA, om nødvendig ved kanonbådsdiplomati. Japan havde holdt sig informeret om de vigtigste verdensbegivenheder via de nederlandske handelsmænd i Dejima, og var blevet advaret på forhånd af dem om, at Perry var på vej mod Japan. 
Perry ankom til Urawa, som ligger ved indgangen til Edobugten, den 8. juli 1853. Efter at have nægtet at fortsætte til Dejima, som var udpeget havn for udenlandsk handel, som de blev bedt om af de japanske myndigheder, og efter at have truet med at sejle helt ind til Edo og, om nødvendig, angribe byen, fik de lov til at kaste anker i Kurihama den 14. juli og levere præsident Fillmores brev til myndighederne.
Til trods for, at isolationspolitikken var blevet flittigt debatteret gennem mange år, skabte Perrys brev stor kontrovers på højeste niveau i Tokugawa-shogunatet. Shogunen selv, Tokugawa Ieyoshi, døde få dager efter, at Perry rejste hjem, og blev efterfulgt af sin sygelige søn Tokugawa Iesada. Dermed var Ældrerådet (rōjū), de faktiske ledere, ledet af Abe Masahiro, som måtte tage stilling til sagen. Abe mente, at Japan ikke havde de nødvendige militære midler til at stå imod USA, men var ikke villig til at påtage sig ansvaret for at acceptere USAs krav. I et forsøg på at legitimisere beslutningen spurgte Abe alle lensherrerne om deres mening. Dette var første gang, at Tokugawa-shogunatet havde en offentlig debat med hensyn til en beslutning, som det skulle tage, og efterlod indtrykket, at det var svagt og ubeslutsomt. Men rundspørgningen gav ikke Abe et klart svar, eftersom 19 var for at acceptere kravene og 19 imod. Af de resterende gav 14 tvetydige svar, 7 var for midlertidige konsessioner, mens 2 sagde, at de ville godtage flertallets beslutning.
Perry kom tilbage til Japan den 13. februar 1854 med en endnu større flåde bestående af 8 krigsskibe og gjorde det klart, at han ikke ville rejse, før en aftale blev undertegnet. Forhandlingerne begyndte den 8. marts og fortsatte i omkring en måned. Japanerne gik med på næsten alle kravene. Det største problem var hvilke havne, Japan skulle åbne, i og med, at Perry hårdnakket modsatte sig at acceptere Nagasaki som et alternativ. Aftalen, skrevet på engelsk, hollandsk, kinesisk og japansk, blev undertegnet den 31. marts i Kanagawa, ikke langt fra det, som i dag er byen Yokohama.

## Freds- og venskabsaftale (1854)
"Freds-og venskabsaftalen mellem Japan og USA" har tolv paragrafer:
| Paragraf | Kort beskrivelse                                                                                    |
| -------- | --------------------------------------------------------------------------------------------------- |
| § I      | Gensidig fred mellem Amerikas Forenede Stater og Kejserriget Japan                                  |
| § II     | Åbne havnene Shimoda og Hakodate                                                                    |
| § III    | Hjælp til amerikanske skibbrudne                                                                    |
| § IV     | De skibbrudne må ikke fængsles eller mishandles                                                     |
| § V      | Bevægelsesfrihed for midlertidige udlændige i aftalehavnene (med visse begrænsninger).              |
| § VI     | Handelstransaktioner tillades                                                                       |
| § VII    | Pengeveksling til fremme af handelstransaktioner tillades                                           |
| § VIII   | Forsyning af amerikanske skibe er et japansk regeringsmonopol                                       |
| § IX     | Hvis Japan skulle give gunstige vilkår til andre lande i fremtidige aftaler, skal USA også have dem |
| § X      | Forbyder USA at bruge andre havne end Shimoda og Hakodate                                           |
| § XI     | Åbning af et amerikansk konsulat i Shimoda                                                          |
| § XII    | Aftalen skal ratificeres indenfor 18 måneder fra undertegnelsesdatoen                               |

Den sidste paragraf, paragraf tolv, foreskriver, at aftalevilkårene skal blive ratificeret af USAs præsident og "Japans majestætiske hersker" i løbet af 18 måneder. På den tid var shogun Tokugawa Iesada i realiteten den, som styrede Japan. Det var utænkeligt, at kejseren skulle komme i kontakt med udlændinge. Perry indgik aftalen med shogunens repræsentanter ledet af fuldmagtshavende Hayashi Akira (林韑) (林韑) og kejser Kōmei gav senere sin tilslutning, om end noget modvilligt. Aftalen blev ratificeret den 21. februar 1855.